# Qrandar
Qrandar is een personage uit de stripreeks De Rode Ridder.

## Omschrijving
Qrandar is de zoon van Bahaal. Het personage wordt geïntroduceerd in het 51e album, Excalibur. Hierin probeert hij de wederopbouw van het kasteel Camelot te saboteren en de troonopvolger van Koning Arthur, Parcifal, te dwarsbomen. Dit lukt echter niet. 
In het daaropvolgende verhaal, De watermolen probeert hij Johans medeleven op te wekken door middel van Astra, zijn zuster. Zo probeert hij Johan in de val te lokken. Dit lukt echter niet en nadat hij zijn zuster dodelijk verwondt, wordt hij verslonden door het waterreptiel dat hij zelf opgeleid en getemd heeft. 
Hij wordt dood gewaand door iedereen, maar in nummer 57, De verboden berg, duikt hij weer op. Hij teistert de lokale bevolking met zijn duistere wezens. Met behulp van de dappere soldeniers brengt Johan deze monsters om en uiteindelijk komt Qrandar aan zijn einde doordat hij gedood wordt door zijn eigen afgerichte draak. Zijn doel was om De Rode Ridder en alles rond hem ten val te brengen, als wraak voor zijn vader Bahaal.
In het 200ste album Oude Vijanden, wordt hij door zijn vader, samen met tal van andere tegenstanders van Johan (waaronder Demoniah, Murena de zeeheks en Klingsor) terug naar aarde gestuurd om definitief af te rekenen met De Rode Ridder.